# Антонін (Підляське воєводство)
Антонін (пол. Antonin) — село в Польщі, у гміні Цехановець Високомазовецького повіту Підляського воєводства.
Населення — 102 особи (2011).
У 1975—1998 роках село належало до Ломжинського воєводства.

## Демографія
Демографічна структура станом на 31 березня 2011 року:
|          | Загалом | Допрацездатний вік | Працездатний вік | Постпрацездатний вік |
| -------- | ------- | ------------------ | ---------------- | -------------------- |
| Чоловіки | 56      | 18                 | 26               | 12                   |
| Жінки    | 46      | 7                  | 24               | 15                   |
| Разом    | 102     | 25                 | 50               | 27                   |